# Na pranýři
Na pranýři (v anglickém originále Gump Roast) je 17. díl 13. řady (celkem 286.) amerického animovaného seriálu Simpsonovi. Scénář napsali Deb Lacustová a Dan Castellaneta a díl režíroval Mark Kirkland. V USA měl premiéru dne 21. dubna 2002 na stanici Fox Broadcasting Company a v Česku byl poprvé vysílán 18. listopadu 2003 na stanici ČT1.

## Děj
Homer Simpson sedí na lavičce v parku a v ruce drží bonboniéru, když se objeví náčelník Wiggum, aby ho zatkl za to, že se vydává za filmovou postavu. Homer vypráví Wiggumovi příběh, který ho zpočátku nezajímá, ale zaujme ho více, když si Homer při vyprávění pomáhá retrospektivou. Poté přijíždí rodina Simpsonových, aby Homera odvedla do Klubu mnichů, kde je spolu s rodinou terčem vtipů. Pan Burns se snaží varovat obyvatele Springfieldu před Homerovou neschopností, kterou k jeho zděšení rovněž považují za vtip. K vysmívání se jsou využity části předchozích dílů. 
Zanedlouho dorazí Kang a Kodos a prohlásí, že lidé jsou hloupí, což dokazují další klipy. Když však prozkoumají Maggiin mozek a přes monitor vidí její vzpomínky, zdá se, že emocionální dopad je na ně příliš velký a vypadá to, že se rozpláčou, ale pak všechny informují, že jim jen tekly slzy z očí, a tvrdí, že Maggiiny vzpomínky je jen více rozčílily. V její mysli se však objeví i další klipy, tentokrát sestávající z různých celebrit. Kang a Kodos milují osobnosti, a tak se s občany dohodnou, že ušetří Zemi, pokud budou všichni souhlasit, že jim dají lístky na People's Choice Awards a Daytime Emmy. To udělají a Kang s Kodos si užijí předávání cen. 
Epizoda končí písní „They'll Never Stop the Simpsons“, která vypráví další minulé zápletky, možné budoucí zápletky a omluvu za vysílání tohoto klipového pořadu.

## Produkce
Scénář k dílu napsali Dan Castellaneta a jeho žena Deb Lacustová, režie se ujal Mark Kirkland. Poprvé byl odvysílán 21. dubna 2002 na stanici Fox ve Spojených státech. Nápad na epizodu vznikl, když Castellaneta a ostatní hlavní dabéři Simpsonových měli přestávku při vyjednávání o svých platech. Během přestávky Lacustová a Castellaneta diskutovali o filmu Forrest Gump a ptali se, zda se příběhy, které Gump vyprávěl, skutečně staly, nebo si je vymyslel. Poté přirovnali tuto postavu k Homerovi, protože oba jsou hloupí a „vlezli“ do mnoha různých situací. Následovalo psaní scénáře, a když herci vyřešili otázku placení, Castellaneta a Lacustová předložili scénář vedoucímu pořadu Alu Jeanovi, který ho uvedl do výroby.
Klip, v němž Homer sjíždí na lyžích horu, je podle Jeana jedním z nejpoužívanějších klipů během akcí. V jednom z dějových zvratů epizody Kang a Kodos přeruší vtípkování. Tyto postavy se normálně objevují pouze ve Speciálních čarodějnických dílech, nicméně vzhledem k tomu, že Na pranýři je klipový pořad, a tudíž není v kánonu Simpsonových, byli Kang a Kodos do dílu zařazeni. Od epizody Na pranýři se již žádné další klipové pořady Simpsonových neobjevily. Jean v komentáři na DVD k tomuto dílu uvedl, že vzhledem k tomu, že seriál od 13. řady produkuje každou sérii „trilogické díly“ (epizody, které mají tři samostatné příběhy pro každé dějství), bylo by natáčení klipového pořadu zbytečné.
Píseň „They'll Never Stop The Simpsons“, která hraje na konci dílu, napsal scenárista Simpsonových Matt Selman a nazpíval ji Castellaneta. Jedná se o parodii na píseň „We Didn't Start the Fire“ od Billyho Joela a původně měla stejnou délku jako píseň, ze které vychází. Protože byl však díl příliš dlouhý, musela být píseň zkrácena. V roce 2011 byla píseň znovu nahrána s alternativním textem jako propagační video poté, co byl seriál Simpsonovi obnoven pro další řady (24. a 25.). Castellaneta přišel a nahrál osm nových nahrávek, které byly smíchány společně s některými původními vokály.

## Použité klipy
| Epizoda                             | Řada  | Popis |
| ----------------------------------- | ----- | --- |
| Homer kacířem                       | 4     | Homer sní o tom, že je v děloze. |
| Homer Simpson a ledvina             | 10    | Ve vzpomínce Homer vypráví, jak si s dědou nikdy nebyli blízcí, ale přesto se měli rádi.                                               |
| Takoví jsme byli                    | 2     | Homer vypráví, jak se na střední škole seznámil s Marge.                                                                               |
| Marge jako rukojmí                  | 11    | Homer a Marge tančí v kavárně Greasers.                                                                                                |
| Rození líbači                       | 9     | Homer a Marge jsou nazí na golfovém hřišti.                                                                                            |
| Bart dostane slona                  | 5     | Homer vypráví, jak Bart dostal slona.                                                                                                  |
| Město New York versus Homer Simpson | 9     | Homer jede autem po newyorské ulici, jeho kufr je na střeše vozidla.                                                                   |
| Jak Barta osvítil Bůh               | 11    | Homer bezohledně řídí auto, přičemž má na hlavě přilepený kbelík.                                                                      |
| Jak napálit pojišťovnu              | 9     | Homer se pokusí uniknout z Vočkova ukradeného auta tím, že se vykutálí ven, jenže se dokutálí zpět za volant vozu a pak sjede z útesu. |
| Hračka snů                          | 11    | Bart a Líza zpívají vánoční koledy, aby rozptýlili rodiny, zatímco Homer jim ukradne hračky Funzo.                                     |
| Síla talentu                        | 2     | Bart a Líza opakovaně žádají Homera, aby je vzal na horu Splashmore.                                                                   |
| Třicet minut v Tokiu                | 10    | Rodina dostává záchvaty při sledování Battling Seizure Robots.                                                                         |
| střihová část                       | 10–12 | Scény z odvysílaných epizod, v nichž Homer zpívá.                                                                                      |
| Homer – Maxi Obr                    | 10    | Dav sleduje Homera při práci a čeká, až udělá nějakou hloupost.                                                                        |
| Hora šílenství                      | 8     | Požární cvičení v jaderné elektrárně.                                                                                                  |
| Malá velká máma                     | 11    | Homer lyžuje. |
| Dojezdy pro hvězdy                  | 10    | Homer se vydává na paragliding. |
| Outsider-art                        | 10    | Homer nedokáže sestavit svůj nový gril.                                                                                                |
| střihová část                       | 3–13  | Homer škrtí Barta. |
| Homerem zapomenuté děti             | 12    | Homer pronásleduje Barta s palcátem.                                                                                                   |
| Domove, sladký domove               | 7     | Maggie chce do rodiny Flandersových.                                                                                                   |
| Lízino první slovo                  | 4     | Maggie řekne své první slovo: „Táta.“ (v této verzi Nancy Cartwrightovou nahradila Elizabeth Taylorová jako hlas Maggie).              |
| střihová část                       | 9–12  | Scény s hostujícími hvězdami, jež se v seriálu objevily již dříve.                                                                     |

## Kulturní odkazy
Úvodní scéna, v níž Homer sedí na lavičce a v ruce drží bonboniéru, je odkazem na film Forrest Gump. V jednu chvíli Homer v opilosti cituje film Tajnosti a lži. Vystoupení, které Ned Flanders a reverend Lovejoy předvádějí na hostině, je poctou bratrům Smothersovým, kteří se později objevili v Simpsonových v dílu Bratříčku, kde jsi? Vočko se obléká jako Austin Powers z komediální filmové série. Doktor Dlaha má na sobě kostým postavy Dartha Vadera ze série Hvězdné války a pan Burns přistupuje k pódiu za zvuku písně „The Imperial March“ neboli „Darth Vader's Theme“. Píseň „They'll Never Stop The Simpsons“ je parodií na píseň Billyho Joela „We Didn't Start The Fire“.

## Přijetí
V původním americkém vysílání 21. dubna 2002 se na díl dívalo podle Nielsen Media Research 12,2 milionu diváků, čímž se stal 16. nejsledovanějším televizním pořadem večera a zároveň nejsledovanějším pořadem na stanici Fox. Spolu s novou epizodou seriálu Malcolm in the Middle získal rating 5,7 mezi dospělými diváky ve věku 18 až 49 let, což znamená, že jej vidělo 5,7 % populace v uvedené demografické skupině.
Po vydání 13. řady Simpsonových na DVD získal díl Na pranýři od kritiků převážně negativní hodnocení. Jak Ron Martin ze serveru 411Mania, tak Adam Rayner z Obsessed with Film napsali, že premisa epizody je „líná“, a Rayner dodal, že se cítí být „podveden“. Negativně se vyjádřil i Andre Dellamorte ze serveru The Collider, který napsal, že díl „odvádí velmi špatnou práci při ospravedlňování své existence“. Zápletku epizody kritizovali i recenzenti; Jennifer Malkowski z DVD Verdict označila děj za „odfláknutý“ a dodala, že „nedává smysl – a to poslední myslím ve zlém!“. Podobný názor zastával i Nate Boss z Project-Blu, jenž uvedl, že zápletka „nedává smysl“ a že epizoda jako celek je „naprostá trapárna“. James Greene z Nerve.com zařadil klipovou show na 3. místo svého seznamu Deset případů, kdy Simpsonovi přeskočili žraloka a uvedl, že „člověk by si myslel, že v roce 2002 už Simpsonovi vygenerují stanici Fox dost peněz na to, aby se už nezpronevěřila archaickým konceptům šetřícím peníze, jako je klipová show“. Někteří recenzenti považovali epizodu za nejhorší díl řady. Colin Jacobson z DVD Movie Guide však uvedl, že i když podle něj byl díl „lacinou záminkou pro novou epizodu“, zjistil, že „vyvolává více smíchu než mnoho jiných dílů 13. série, protože cituje lepší pořady z minulosti“. Píseň na konci epizody byla dobře přijata Malkowskim, který ji označil za nejlepší moment dílu.